# Брилинський Михайло Петрович

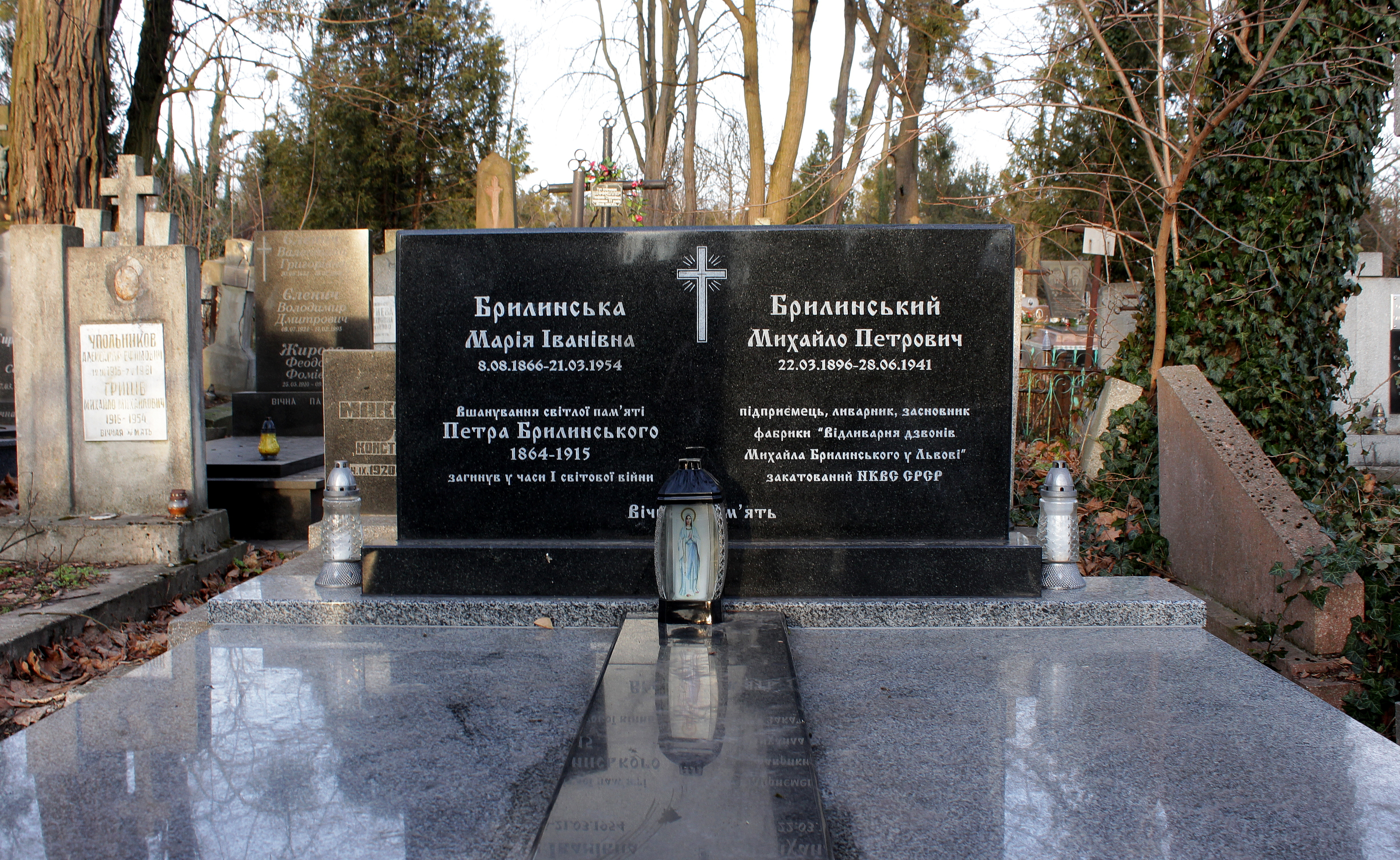

Михайло Брилинський (* 22 березня 1896, Гусаків, Мостиський повіт, Австро-Угорщина — † 28 червня 1941, Львів, Львівська область, УРСР) — український підприємець, ливарник, засновник фабрики «Відливарня дзвонів Михайла Брилинського у Львові».

## Життєпис
Навчався ливарного ремесла у Львівській художньо-промисловій школі у Львові. Після Першої світової війни працював ливарником в одній із польських фірм. У 1922 році організував власне ливарне виробництво, яке зареєстрував у 1923 році як «Підприємство відливання металів». Воно знаходилось за адресою вул. Святого Михайла, 14 (тепер вулиця Реміснича). Це була єдина у 1920-30 роках українська ливарня дзвонів та художніх виробів у краю, «станиця українського промислу» як її називали у тодішній львівській пресі.
Початок діяльності фабрики припав на роки післявоєнного економічного піднесення і попит на дзвони був значний. Підприємство процвітало, а тому Брилинський придбав земельну ділянку з будинками по вулиці Замарстинівській номер 41. Саме за цією адресою рекламували фабрику «Відливарня дзвонів Михайла Брилинського у Львові» багато довоєнних періодичних видань Львова, зокрема «Життя і знання», «Неділя», «Батьківщина», «Червона калина».
Фабрика складалася з кількох відділень (робітень): формівня, відливарня, кузня, відділення механічної обробки металів (точення, сверління, шліфування і полірування), гальваніка (нікелювання, мідювання, оксидування), складське приміщення. Працювало кілька десятків осіб. На ній виготовляли вироби з металу, ручки до дверей і вікон, люстри, а також дзвони різної ваги та розмірів для дзвіниць сіл Галичини.
З 1922 року по 1939 рік на фабриці було відлито сотні дзвонів різних розмірів та ваги – від малих ручних до понад 600 кілограмових. Найбільші дзвони вагою 640 кг «Андрей» для Собору Святого Юра у Львові (1933 рік) і для села Зарваниця 617 кг (1927 рік). Дзвони фабрики Брилинського висіли у містах та селах Львівщини, Волині, Полісся, Тернопільщини: Винники (300 кг), Жирівка (1925 рік), Вовків (1927 рік), Відники («Тарас», 156 кг), Новий Яричів (526 кг), Сможе (3 дзвони — 155 кг, 79 кг, 56 кг, 1934 рік), Зашковичі 147 кг (1928 рік), Малий Полюхів (196 кг), Під'ярків (1934 рік), Плетеничі, Голишів (1930 рік), Великі Дорогостаї, Мужилів (340 кг). Більшість дзвонів було знищено під час Другої світової війни.
З настанням економічної кризи у 1929-1933 роках Михайло Брилинський розширив номенклатуру ливарних виробів. Окрім дзвонів, фабрика виробляла артистичні відливи з бронзи, інших кольорових металів та сплавів: хрести, церковні павуки, підсвічники, статуетки, меморіальні дошки, плоскорізьби, кімнатні карнизи, меблеву фурнітуру, будівельні вироби (ручки до дверей та вікон), ужиткові речі, виконувала на замовлення нікелювання, мідювання, точення, полірування та оксидування. Михайло Брилинський відлив у бронзі барельєф Маркіяна Шашкевича і Тараса Шевченка роботи художника Михайла Паращука. У 1930-х роках барельєфи Маркіяна Шашкевича були на фасадах багатьох народних домів Галичини.
Фабрика Брилинського була учасницею виставки «Ярмарок українських промислових виробів», який відбувся 14-15 березня 1936 року у Народному Домі у Львова. Місцева преса писала: «В першій салі виставила … відливарня дзвонів Михайла Брилинського зі Львова свої артистичні вироби, між якими видніє гарна плоскорізьба з головами трьох стрільців у шоломах».
Фабрика перестала існувати у вересні 1939 року, відразу як розпочалася Друга світова війна.
Перед відступом радянської влади з Галичини, 25 червня 1941 року, Михайла Брилинського було заарештовано і розстріляно органами НКВД. У зв'язку з його арештом його дружина Олена двічі — 9 та 30 липня 1941 року — подавала оголошення у місцевій пресі з наступним повідомленням; «Брилинський Михайло, б. власник ліярні дзвонів у Львові, арештований 25 червня ц. р. органами НКВД, досі не вернувся. Усякі інформації про дану особу проситься ласкаво подати на адресу: Олена Брилинська, Львів, Замарстинівська 41» . 28 червня 1941 року «в связи с началом военных действий… был подвергнут висшей мере наказания». Похований у м.Львові, на 8 полі Янівського цвинтаря.
Після повторної радянської окупації Галичини, трагічна доля також спіткала твори Михайла Брилинського. Зокрема у 1944 році трактором було зірвано дзвін у Зарваниці, понищено барельєфи Маркіяна Шашкевича у Львові. Два уцілілі барельєфи знаходяться у музеях Маркіяна Шашкевича у селах Підлисся Золочівського району і Деревня Львівського району.